# Liste des monuments et sites historiques de la région de Fatick
Cet article recense les monuments et sites historiques de la région de Fatick au Sénégal.

## Liste
| Monument | Département                | Localité | Coordonnées                  | Notes | Code Décret       | Illus. |
| --- | -------------------------- | -------- | ---------------------------- | ----- | ----------------- | ------ |
| Mbind Ngo Mindiss, site de libations et d’offrandes, situé sur le bras de mer, le Sine                      | Département de Fatick      |          | 14° 19′ 08″ N, 16° 24′ 12″ O |       | 2006FATICK01      |        |
| Diogaye, lieu de cérémonies traditionnelles                                                                 | Département de Fatick      |          |                              |       | 2006FATICK02      |        |
| Jab Ndeb, arbre sacré, situé à Ndiaye-Ndiaye                                                                | Département de Fatick      |          |                              |       | 2006FATICK03      |        |
| Bâtiment abritant la Mission Luthérienne                                                                    | Département de Fatick      |          |                              |       | 2006FATICK04      |        |
| Bâtiment abritant la Préfecture                                                                             | Département de Fatick      |          |                              |       | 2006FATICK05      |        |
| Bâtiment abritant le Tribunal                                                                               | Département de Fatick      |          |                              |       | 2006FATICK06      |        |
| Maison royale de Diakhao                                                                                    | Département de Fatick      |          | 14° 27′ 43″ N, 16° 17′ 29″ O |       | 2006FATICK07      |        |
| Tombe du Bour Sine Coumba Ndoffène Fa Maak à Diakhao                                                        | Département de Fatick      |          |                              |       | 2006FATICK08      |        |
| Tombes des Guélwars à Diakhao                                                                               | Département de Fatick      |          |                              |       | 2006FATICK09      |        |
| Tombes des Linguères à Diakhao Thioupane                                                                    | Département de Fatick      |          |                              |       | 2006FATICK10      |        |
| Baobab Kanger de Diakhao, lieu de libations des Rois du Sines                                               | Département de Fatick      |          |                              |       | 2006FATICK11      |        |
| Mausolée de Maba Dakhou Bâ, à Mbel Fandane                                                                  | Département de Fatick      |          |                              |       | 2006FATICK12      |        |
| Tombe de Meïssa Waly Dione à Mbissel                                                                        | Département de Fatick      |          |                              |       | 2006FATICK13      |        |
| Puits et Mosquée d’EL Hadji Omar à Simal                                                                    | Département de Fatick      |          |                              |       | 2006FATICK14      |        |
| Maison familiale Senghor à Djilor Djidiack                                                                  | Département de Fatick      |          | 14° 06′ 55″ N, 16° 39′ 18″ O |       | 2006FATICK15      |        |
| Tumulus de Yenguélé                                                                                         | Département de Fatick      |          |                              |       | 2006FATICK16      |        |
| Piquets levés de Niakhar liés à l’initiation                                                                | Département de Fatick      |          |                              |       | 2006FATICK17      |        |
| Piquets levés de Mboul liés à l’initiation                                                                  | Département de Fatick      |          |                              |       | 2006FATICK18      |        |
| Fasaw, fangool du pays Njaafaaj                                                                             | Département de Fatick      |          |                              |       | 2006FATICK19      |        |
| Vestiges de la Maison du Bour Sine Salmon Faye, village de Khodjil-Ndiongolor                               | Département de Fatick      |          |                              |       | 2006FATICK20      |        |
| Piquets levés de Bikol                                                                                      | Département de Fatick      |          |                              |       | 2006FATICK21      |        |
| Gouye Géwel à Toucar et à Senghor                                                                           | Département de Fatick      |          |                              |       | 2006FATICK22      |        |
| Harwak, fangool de la famille maternelle Coofan, à Fayil                                                    | Département de Fatick      |          |                              |       | 2006FATICK23      |        |
| Canons (2) installés le long du bras de mer, au nord de la ville de Foundiougne, à Ndakhonga                | Département de Foundiougne |          |                              |       | 2006FOUNDIOUGNE01 |        |
| Ancien camp militaire devenu Lycée Diène Coumba Ndiaye                                                      | Département de Foundiougne |          |                              |       | 2006FOUNDIOUGNE02 |        |
| Bâtiment abritant la Préfecture                                                                             | Département de Foundiougne |          |                              |       | 2006FOUNDIOUGNE03 |        |
| Mosquée de EL Hadji Amadou Dème à Sokone Sous-Préfecture de Djilor                                          | Département de Foundiougne |          |                              |       | 2006FOUNDIOUGNE04 |        |
| Site de Laga Ndong, à Ndorong-log, fangool du panthéon sereer                                               | Département de Foundiougne |          |                              |       | 2006FOUNDIOUGNE05 |        |
| Pecc, lieu de culte des Gelewars du Saloum                                                                  | Département de Foundiougne |          | 13° 50′ 07″ N, 16° 29′ 55″ O |       | 2006FOUNDIOUGNE06 |        |
| Amas appelé Ndiamon-Badat, à 1,4 km à l’Est-Nord-Est de la mosquée de Dionewar (149 tumulus)                | Département de Foundiougne |          |                              |       | 2006FOUNDIOUGNE07 |        |
| Amas appelé Apetch, situé à 1,2 km au Sud-Sud-Est de la mosquée de Dionewar (17 tumulus)                    | Département de Foundiougne |          |                              |       | 2006FOUNDIOUGNE08 |        |
| Amas appelé Fandanga, à 2 km au Sud-Est de la mosquée de Niodior                                            | Département de Foundiougne |          |                              |       | 2006FOUNDIOUGNE09 |        |
| Amas appelé Ndiouta-Boumak, à 4,7 km au Sud-Sud-Est de la mosquée de Niodior (26 tumulus)                   | Département de Foundiougne |          |                              |       | 2006FOUNDIOUGNE10 |        |
| Amas appelé Ndafafé, immédiatement au Sud-Ouest de Falia (12 tumulus)                                       | Département de Foundiougne |          |                              |       | 2006FOUNDIOUGNE11 |        |
| Deux amas voisins, appelés Tioupane-Boumak et Tioupane-Boundaw à 700 m à l’Est de Falia (168 et 54 tumulus) | Département de Foundiougne |          |                              |       | 2006FOUNDIOUGNE12 |        |
| Amas appelé Sandalé Déralé, à 1,2 km à l’Ouest de Diogane (17 tumulus)                                      | Département de Foundiougne |          |                              |       | 2006FOUNDIOUGNE13 |        |
| Amas appelé Mbar Fagnick, situé à 7,5 km à l’Est du précédent (4 tumulus)                                   | Département de Foundiougne |          |                              |       | 2006FOUNDIOUGNE14 |        |
| Amas situé sur le bolon Bakhalou (6 tumulus)                                                                | Département de Foundiougne |          |                              |       | 2006FOUNDIOUGNE15 |        |
| Amas situé sur la rive gauche du Djombos (77 tumulus)                                                       | Département de Foundiougne |          |                              |       | 2006FOUNDIOUGNE16 |        |
| Amas appelé Dioron-Boumak à 6 km de Toubakouta, sur la rive Ouest du Bandiala (125 tumulus)                 | Département de Foundiougne |          |                              |       | 2006FOUNDIOUGNE17 |        |
| Amas appelé Dioron-Boundaw à 1,5 km au Sud du précédent (12 tumulus)                                        | Département de Foundiougne |          |                              |       | 2006FOUNDIOUGNE18 |        |
| Amas situé à 350 m au Sud-Ouest du précédent (14 tumulus)                                                   | Département de Foundiougne |          |                              |       | 2006FOUNDIOUGNE19 |        |
| Amas situé sur la rive Nord de la bifurcation du bolon du Bossinka (63 tumulus)                             | Département de Foundiougne |          |                              |       | 2006FOUNDIOUGNE20 |        |
| Amas appelé Bandiokouta, sur la rive droite du bras de la bifurcation du bolon du Bossinka (30 tumulus)     | Département de Foundiougne |          |                              |       | 2006FOUNDIOUGNE21 |        |
| Amas situé sur la rive droite du bolon Oudiérin (72 tumulus)                                                | Département de Foundiougne |          |                              |       | 2006FOUNDIOUGNE22 |        |
| Amas de Soukouta, situé en terre ferme à 1 km à l’Est du Bandiala (33 tumulus)                              | Département de Foundiougne |          |                              |       | 2006FOUNDIOUGNE23 |        |
| Kadd Madou Sop                                                                                              | Département de Gossas      |          |                              |       | 2006GOSSAS01      |        |
| Grande Mosquée                                                                                              | Département de Gossas      |          |                              |       | 2006GOSSAS02      |        |
| Mausolée de Serigne Khar Kane                                                                               | Département de Gossas      |          |                              |       | 2006GOSSAS03      |        |
| Mausolée de Ndamal Gossas (Oumar Guèye)                                                                     | Département de Gossas      |          |                              |       | 2006GOSSAS04      |        |
| Marigot de Danki, champ de bataille                                                                         | Département de Gossas      |          |                              |       | 2006GOSSAS01      |        |
| Puits de Ndiéné                                                                                             | Département de Gossas      |          |                              |       | 2006GOSSAS02      |        |
| Bois sacré de Ndioudane                                                                                     | Département de Gossas      |          |                              |       | 2006GOSSAS03      |        |
| Bivouac de EL Hadji Oumar Tall (Badakhoune)                                                                 | Département de Gossas      |          |                              |       | 2006GOSSAS04      |        |
| Arbre fétiches de Gagnick Godjil                                                                            | Département de Gossas      |          |                              |       | 2006GOSSAS05      |        |
| Gouye Ndiouly à Kahone, près de Kaolack                                                                     | Département de Gossas      |          |                              |       | 2006GOSSAS06      |        |
| Ile de Kouyong Keïta, face à Kahone                                                                         | Département de Gossas      |          |                              |       | 2006GOSSAS07      |        |
| Marigots Ndaly et Wagui (Badakhoune)                                                                        | Département de Gossas      |          |                              |       | 2006GOSSAS08      |        |